# ロバート・カーダシアン
ロバート・ジョージ・カーダシアン（Robert George Kardashian、1944年2月22日 – 2003年9月30日）はアメリカ合衆国の男性弁護士。O・J・シンプソンの友人でO・J・シンプソン事件裁判の弁護士団の1人として知られる。愛称は「ボブ（Bob）」。身長170cm。

## 人物
アルメニア系アメリカ人の両親の間に生まれる。サンディエゴ大学で法律の学位を取得。その後、事業を始める。
元妻クリス・ジェンナーとの間にコートニー・カーダシアン、キム・カーダシアン、クロエ・カーダシアン、ロブ・カーダシアンがいる。クリスとは1989年に離婚、ロバートは2003年にエレン・ピアソンと再婚。クリスも後に陸上選手のブルース・ジェンナーと再婚した。
2003年9月30日に食道癌により死去。59歳。

## O・J・シンプソンとの関係

### 出会い
シンプソンとはテニスをしているときに出会い友人となる。1970年代初期のことであった。

### O・J・シンプソン事件裁判
シンプソンが殺人容疑で逮捕され、裁判となったとき彼は3年前に弁護士資格を返上していたが資格を復活させ、弁護士団にボランティアとして所属した。ロバートが法廷に入るのは約20年ぶりであった。ロバートは裁判で常にシンプソンの隣に座った。
ニコル・シンプソンとロナルド・ゴールドマンの殺害の後の日にシンプソンはロバートの自宅に泊まった。ロバートはシンプソンがシカゴから戻った日に事件の重要な証拠になると見られていたバッグを運んでいるのを見た可能性があった。検察官はバッグに血まみれの服や犯行に使われた凶器が入っていると推測したがそれを証明することはできなかった。
1994年6月17日午前11時ごろにシンプソンが出頭することが出来なかったときにロバートはシンプソンが書いた手紙を全マスコミに向けて読んだ。その手紙は多くの人により遺書と解釈された。